# Tournoi de tennis de Knokke-Heist

Le tournoi de Knokke-Heist (Flande occidentale, Belgique) est un tournoi de tennis féminin du circuit WTA.
L'épreuve s'est jouée trois fois, de 1999 à 2001.

## Palmarès

### Simple
| No | Date       | Nom et lieu du tournoi     | Catégorie | Dotation  | Surface      | Vainqueure            | Finaliste           | Score         |         |
| -- | ---------- | -------------------------- | --------- | --------- | ------------ | --------------------- | ------------------- | ------------- | ------- |
| 1  | 02-08-1999 | Sanex Trophy, Knokke-Zoute | Tier IVb  | 112 500 $ | Terre (ext.) | María Antonia Sánchez | Denisa Chládková    | 6-7, 6-4, 6-2 | Tableau |
| 2  | 17-07-2000 | Sanex Trophy, Knokke-Heist | Tier IVb  | 110 000 $ | Terre (ext.) | Anna Smashnova        | Dominique Van Roost | 6-2, 7-5      | Tableau |
| 3  | 16-07-2001 | Sanex Trophy, Knokke-Heist | Tier IV   | 150 000 $ | Terre (ext.) | Iroda Tulyaganova     | Gala León García    | 6-2, 6-3      | Tableau |

### Double
| No | Date       | Nom et lieu du tournoi    | Catégorie | Dotation  | Surface      | Vainqueures                        | Finalistes                          | Score         |         |
| -- | ---------- | ------------------------- | --------- | --------- | ------------ | ---------------------------------- | ----------------------------------- | ------------- | ------- |
| 1  | 02-08-1999 | Sanex Trophy Knokke-Zoute | Tier IVb  | 112 500 $ | Terre (ext.) | Eva Martincová Elena Wagner        | Evgenia Kulikovskaya Sandra Nacuk   | 3-6, 6-3, 6-3 | Tableau |
| 2  | 17-07-2000 | Sanex Trophy Knokke-Heist | Tier IVb  | 110 000 $ | Terre (ext.) | Giulia Casoni Iroda Tulyaganova    | Catherine Barclay Eva Dyrberg       | 2-6, 6-4, 6-4 | Tableau |
| 3  | 16-07-2001 | Sanex Trophy Knokke-Heist | Tier IV   | 150 000 $ | Terre (ext.) | Virginia Ruano Pascual Magüi Serna | Ruxandra Dragomir-Ilie Andreea Vanc | 6-4, 6-3      | Tableau |